# Ołeksandr Kukurba
Ołeksandr Wasylowycz Kukurba (ukr. Олександр Васильович Кукурба, ur. 1994 w Wierbiążu Wyżnym, zm. 26 lipca 2022) – ukraiński pilot wojskowy, major wojsk powietrznych Ukrainy.

## Życiorys
Urodził się w 1994 r. w Wierbiążu Wyżnym w obwodzie iwanofrankowskim. W wieku 18 lat wstąpił w szeregi ukraińskich sił zbrojnych, w których służył w 299. Brygadzie Lotnictwa Taktycznego Sił Zbrojnych Ukrainy jako pilot samolotu szturmowego Su-25 i bombowca Su-24 oraz dowódca brygadowego wywiadu. W trakcie wojny obronnej w 2022 r. wykonał 100 lotów bojowych, podczas których zniszczył 15 rosyjskich czołgów i około 50 innych pojazdów wojskowych, co czyniło go jednym z najskuteczniejszych pilotów ukraińskich sił zbrojnych.
W 2022 r. został odznaczony tytułem medalem Złotej Gwiazdy Bohatera Ukrainy (14 kwietnia) za osobistą odwagę i bohaterstwo okazywane w obronie suwerenności państwowej i integralności terytorialnej Ukrainy oraz Orderem Bohdana Chmielnickiego III stopnia (22 marca) i II stopnia (6 lipca) za osobistą odwagę i bezinteresowne działania w obronie suwerenności państwowej i integralności terytorialnej Ukrainy oraz wierność wojskowej przysiędze. Zginął w walce 26 lipca tego samego roku podczas swojego setnego lotu bojowego i został pochowany trzy dni później w rodzinnej miejscowości.